# Stirling Moss
Stirling Craufurd Moss, född 17 september 1929 i London, död 12 april 2020 i London, var en brittisk racerförare. Hans syster Pat Moss var rallyförare.

## Racingkarriär
Moss tävlade i formel 1 under 1950-talet och början av 1960-talet, men lyckades aldrig bli världsmästare i den racingklassen. Han kom som bäst tvåa i mästerskapet fyra gånger, säsongerna 1955, 1956, 1957 och 1958. Han anses av många vara den bäste formel 1-förare som aldrig blivit världsmästare. 
Moss blev för sina insatser invald i International Motorsports Hall of Fame 1990 och fick motta utmärkelsen FIA Gold Medal for Motor Sport 2005.

## Noter

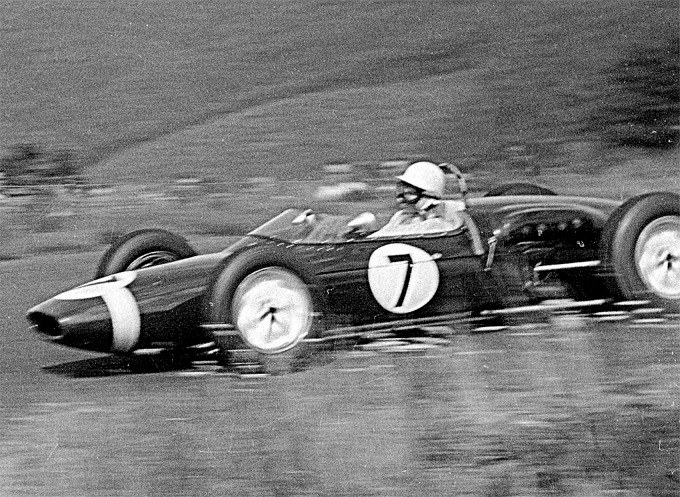
Stirling Moss i Lotus-Climax i.

## F1-karriär
| Säsong                 | Stall/Tillverkare                           | Placering              | Lopp  | Poäng  | Etta | Tvåa | Trea | Pole | Varv |
| ---------------------- | ------------------------------------------- | ---------------------- | ----- | ------ | ---- | ---- | ---- | ---- | ---- |
| 1951                   | HWM-Alta                                    | -                      | 1     |        |      |      |      |      |      |
| 1952                   | HWM-Alta ERA-Bristol ERA Connaught-Francis  | -                      | 1 2 1 |        |      |      |      |      |      |
| 1953                   | Connaught-Francis Cooper-Alta               | -                      | 1 3   |        |      |      |      |      |      |
| 1954                   | Moss (Maserati) Maserati                    | 14                     | 3     | 4,14   |      |      | 1    |      | 1    |
| 1955                   | Mercedes-Benz                               | 2                      | 6     | 23     | 1    | 2    |      | 1    | 2    |
| 1956                   | Maserati                                    | 2                      | 7     | 28     | 2    | 1    | 1    | 1    | 3    |
| 1957                   | Maserati Vanwall                            | 2                      | 1 5   | 25     | 3    |      |      | 1    | 1 2  |
| 1958                   | Vanwall R R C Walker (Cooper-Climax)        | 2                      | 9 1   | 33 8   | 3 1  | 1    |      | 3    | 3    |
| 1959                   | R R C Walker (Cooper-Climax) BRP (BRM)      | 3                      | 7 2   | 18 7,5 | 2    | 1    |      | 4    | 2    |
| 1960                   | R R C Walker (Cooper-Climax & Lotus-Climax) | 3                      | 6     | 19     | 2    |      | 1    | 4    | 2    |
| 1961                   | R R C Walker (Lotus-Climax)                 | 3                      | 8     | 21     | 2    |      |      | 1    | 1    |
| Sammanlagt 11 säsonger | Sammanlagt 11 säsonger                      | Sammanlagt 11 säsonger | 68    | 186,64 | 16   | 5    | 3    | 16   | 19   |

| 1. Storbritannien 1955 2. Monaco 1956 3. Italien 1956 4. Storbritannien 1957 5. Pescara 1957 6. Italien 1957 7. Argentina 1958 8. Nederländerna 1958 9. Portugal 1958 10. Marocko 1958 11. Portugal 1959 12. Italien 1959 13. Monaco 1960 14. USA 1960 15. Monaco 1961 16. Tyskland 1961 |

| 1. Belgien 1955 2. Nederländerna 1955 3. Tyskland 1956 4. Frankrike 1958 5. Storbritannien 1959 |

| 1. Belgien 1954 2. Belgien 1956 3. Argentina 1960 |

| 1. Storbritannien 1955 2. Storbritannien 1956 3. Argentina 1957 4. Storbritannien 1957 5. Storbritannien 1958 6. Portugal 1958 7. Italien 1958 8. Monaco 1959 9. Portugal 1959 10. Italien 1959 11. USA 1959 12. Argentina 1960 13. Monaco 1960 14. Nederländerna 1960 15. USA 1960 16. Monaco 1961 |

| 1. Storbritannien 1954 2. Storbritannien 1955 3. Italien 1955 4. Belgien 1956 5. Storbritannien 1956 6. Italien 1956 7. Argentina 1957 8. Storbritannien 1957 9. Pescara 1957 10. Nederländerna 1958 11. Tyskland 1958 12. Marocko 1958 13. Nederländerna 1959 14. Frankrike 1959 15. Storbritannien 1959 16. Portugal 1959 17. Argentina 1960 18. Nederländerna 1960 19. Monaco 1961 |

| 1. Frankrike 1959 2. Portugal 1960 |

## Utmärkelser
- Segrave Trophy,  1957[13]
- BBC Sports Personality of the Year Award,  1961[14]
- Knight Bachelor
- Officer av Brittiska imperieorden

[Redigera Wikidata]